# Alex Mann
Alexander Mann, noto Alex (Monaco di Baviera, 11 novembre 1980) è un bobbista tedesco.
Compete dal 2007 ed ha vinto quattro medaglie, tra cui un oro, ai Campionati Mondiali.

## Biografia
Nelle categorie giovanili conquista quattro medaglie ai mondiali juniores tra cui due ori in entrambe le specialità nell'edizione disputatasi a Winterberg nel 2005 (ottenuti con Christoph Gaisreiter), un argento (sempre con Gaisreiter) ed un bronzo con Manuel Machata.
Debutta in coppa del mondo nelle ultime gare della stagione 2007/08, il 2 febbraio 2008 vincendo la gara di Königssee nel bob a due con Matthias Höpfner alla guida.
Ha partecipato ai Giochi Olimpici Invernali di Vancouver 2010 nella gara di bob a quattro classificandosi settimo con Karl Angerer, Gregor Bermbach ed Andreas Bredau.
Viene ricordato come vincitore di una medaglia d'oro nella gara a squadre, avvenuta nel 2008 ai Campionati mondiali di bob 2008 (edizione tenutasi a Altenberg, Germania) insieme ai connazionali Höpfner, Sebastian Haupt, Sandra Kiriasis, Berit Wiacker ed Anja Huber. Vinse inoltre due argenti nell'edizione di Königssee 2011 (bob a quattro e gara a squadre) e un bronzo nel bob a quattro sempre ad Altenberg 2008.

## Palmarès

### Mondiali
- 1 medaglia:
  - 1 oro (gara a squadre a Altenberg 2008);
  - 2 argenti (bob a quattro, gara a squadre a Königssee 2011)
  - 1 bronzo (bob a quattro a Altenberg 2008).

### Mondiali juniores
- 4 medaglie:
  - 2 ori (bob a due, bob a quattro a Winterberg 2005);
  - 1 argento (bob a quattro a Igls 2006).
  - 1 bronzo (bob a quattro a Altenberg 2007).

### Coppa del Mondo
- 11 podi (5 nel bob a due, 6 nel bob a quattro):
  - 2 vittorie (1 nel bob a due, 1 nel bob a quattro);
  - 4 secondi posti (4 nel bob a quattro).
  - 5 terzi posti (4 nel bob a due, 1 nel bob a quattro).

#### Coppa del Mondo - vittorie
| Data            | Luogo     | Paese    | Disciplina                                                            |
| --------------- | --------- | -------- | --------------------------------------------------------------------- |
| 2 febbraio 2008 | Königssee | Germania | a due con Matthias Höpfner (pilota)                                   |
| 11 gennaio 2009 | Königssee | Germania | a quattro con Karl Angerer (pilota), Andreas Udvari e Gregor Bermbach |